# Penantian (Pulau Panggung)
Penantian is een bestuurslaag in het regentschap Tanggamus van de provincie Lampung, Indonesië. Penantian telt 2179 inwoners (volkstelling 2010).